# Quota di ristabilimento
La quota di ristabilimento (della potenza di un motore), citata anche come quota di adattamento e indicata con il simbolo za, è, in campo aeronautico, la quota più elevata alla quale un compressore è in grado di mantenere nel motore di un aeromobile a combustione interna dotato di dispositivo di sovralimentazione, una pressione pari a quella al livello del mare (cosiddetta quota zero).
Poiché all'aumentare della quota la pressione dell'aria tende a calare e con essa la potenza del motore di un aeromobile. Per controbilanciare questo effetto si ricorre ad un apparato compressore meccanico o, alternativamente ad un turbocompressore.